# Antelme Édouard Chaignet
Antelme-Édouard Chaignet ou  Anthelme-Édouard Chaignet (9 septembre 1819 - 3 mai 1901) est un éminent helléniste français, philosophe platonicien, intéressé par l'histoire de l'éducation et les problèmes d'éducation. Il est notamment l'auteur d'une Histoire de la psychologie des grecs et de La Rhétorique et son histoire (1888) où l'auteur critique la suppression de l'art oratoire dans l'enseignement français. Philosophe proche de Victor Cousin, il a publié également un ouvrage de réflexion intitulé Les Principes de la science du beau, honoré d'une mention par Académie Des Sciences Morales et Politiques.
Il a été professeur de grec puis doyen en 1879 et enfin recteur à la Faculté des lettres de Poitiers , après des études et une carrière d'enseignant signant trente ans de présence au Prytanée de La Flèche en Sarthe.

## Œuvres
- De l'esprit militaire dans l'éducation et les études – La Flèche , 1856.
- Les Principes de la science du beau, 1860.
- De la psychologie de Platon, 1862.
- De Iambico versu utrum, in graecarum tragoediarum diverbiis, iambicus versus cum modulatione et ad tibias cantatus sit, an nuda recitatione, sine tibiarum concentu, sit pronuntiatus, dissertatio academica quam doctoratus adipiscendi causa scripsit , 1862.
- Des formes diverses du chœur dans la tragédie grecque, 1865.
- Corneille et le Cid  , 1867.
- Vie de Socrate, 1868.
- La Vie et les Écrits de Platon, 1871.
- Pythagore et la philosophie pythagoricienne, 1873.
- La Philosophie de la science du langage, 1875.
- Théorie de la déclinaison des noms en grec et en latin d'après les principes de la philologie comparée, 1875.
- La philosophie de la science du langage étudiée dans la formation des mots, 1875.
- La Tragédie Grecque, 1877.
- Essai sur la psychologie d'Aristote, 1883.
- Essais de métrique grecque : le vers iambique, précédé d'une introduction sur les principes généraux de la métrique grecque , 1887.
- La Rhétorique et son histoire, 1888.
- Histoire de la psychologie des grecs. T. 1, Avant et après Aristote, 1887. T. 2, Stoïciens, épicuriens et sceptiques, 1889. T. 3, Nouvelle Académie et écoles éclectiques, 1890. T. 4, École d'Alexandrie, I, Plotin, 1892. T. 5, École d'Alexandrie, II, Successeurs de Plotin, 1893.
- Les Héros et les Héroïnes d'Homère, 1894.
- Damascius. Fragments de son commentaire sur la troisième hypothèse du Parménide , 1897.
- Proclus le philosophe : commentaire du Parménide suivi du commentaire anonyme sur les sept dernières hypothèses, traduit et accompagné de notes,1900-1903.
- La Philosophie des oracles de Porphyre, 1900.
- DAMASCIUS, Vie d'Isidore [de Gaza] (495), fragments in Photius, Bibliothèque, Cod. 242. Trad. : La vie d'Isidore ou Histoire de la philosophie, traduit par Anthelme-Édouard Chaignet, t. 1-3, 1900-1903.

## Distinctions
De l'Académie française
- 1864 : prix Montyon pour La psychologie de Platon
- 1865 : prix Montyon pour Mémoire n°1 avec une épigraphe d’Aristote
- 1895 : prix Sobrier-Arnould pour Les héros et les héroïnes d’Homère
- 1899 : prix Jules Janin pour Problèmes et solutions touchant les premiers principes, de Damascius
- chevalier de la légion d'honneur en 1888.